# خوان جالفيز
خوان جالفيز (بالإسبانية: Juan Gálvez) هو مهندس أرجنتيني، ولد في 14 فبراير 1916، وتوفي في 3 مارس 1963.